# Song of times (Starcastle)
In 2007 komt vrij onverwachts het album Song of times uit van Starcastle. Deze groep had al sinds 1978 geen album meer afgeleverd. In 2007 probeert men het weer. Alhoewel er nog wel sporen van Yes terug te vinden zijn, komt de muziek en met name de zang nu veel dichter bij Journey te liggen, zonder ook het niveau van die band te benaderen. Het levert een wat onstabiel album op; het niveau van de eerste drie albums wordt zeker niet gehaald.

## Bezetting
De tracks lijken over een langere periode opgenomen, want de personele bezetting verschilt nogal. Dit zal ook van invloed zijn geweest op de wisselende kwaliteit:
- Al Lewis - zang (behalve op 8)
- Terry Luttrell - zang op 8
- Gary Strater - basgitaren
- Matt Stewart - gitaren
- Bruce Botts - gitaren

Daarnaast nam nog een flink aantal musici deel. Oud-lid Steve Tassler speelt op tracks 6 en 8 drums en op tracks 1, 4 en 5 percussie.

## Tracks
1. Red Season
2. Babylon
3. Song of times
4. Islands
5. Faces of change
6. Love is the only place
7. Master machine
8. All for the thunder
9. Children believe
10. Babylon (edited)